# Realobligation
Realobligationer (också realränteobligation) är räntebärande värdepapper som är skyddade mot inflation. De har en fast realränta, dvs en fast ränta plus en ersättning för inflationen under värdepapperets löptid.
Det innebär att eventuell inflation inte kan urholka penningvärdet under placeringen.